# ساتخیرا
ساتخیرا (به لاتین: Satkhira) یک منطقهٔ مسکونی در بنگلادش است که در ناحیه ساتکیرا واقع شده‌است. ساتخیرا ۳۱٫۱۰ کیلومتر مربع مساحت و ۲٬۰۰٬۰۰۰ نفر جمعیت دارد.